# Монро Тауншип (округ Бедфорд, Пенсільванія)
Монро Тауншип (англ. Monroe Township) — селище (англ. township) в США, в окрузі Бедфорд штату Пенсільванія. Населення — 1393 особи (2020).

## Демографія
Згідно з переписом 2010 року, у селищі мешкало 1336 осіб у 532 домогосподарствах у складі 401 родини. Було 708 помешкань
Расовий склад населення:
| - 98,4 % — білих - 0,5 % — чорних або афроамериканців - 0,1 % — корінних американців |

До двох чи більше рас належало 0,6 %. Частка іспаномовних становила 1,3 % від усіх жителів.
За віковим діапазоном населення розподілялося таким чином: 20,3 % — особи молодші 18 років, 61,7 % — особи у віці 18—64 років, 18,0 % — особи у віці 65 років та старші. Медіана віку мешканця становила 44,8 року. На 100 осіб жіночої статі у селищі припадало 104,6 чоловіків;  на 100 жінок у віці від 18 років та старших — 106,0 чоловіків також старших 18 років.
Середній дохід на одне домашнє господарство  становив 59 427 доларів США (медіана — 41 125), а середній дохід на одну сім'ю — 65 198 доларів (медіана — 53 333). Медіана доходів становила 37 188 доларів для чоловіків та 29 688 доларів для жінок. За межею бідності перебувало 16,0 % осіб, у тому числі 16,5 % дітей у віці до 18 років та 14,7 % осіб у віці 65 років та старших.
Цивільне працевлаштоване населення становило 677 осіб. Основні галузі зайнятості: виробництво — 17,0 %, роздрібна торгівля — 13,7 %, освіта, охорона здоров'я та соціальна допомога — 13,0 %.